# Leopold Godowsky
Leopold Godowsky   (Žasliai i Vílnius, 13 de febrer de 1870 - Manhattan i Nova York, 21 de novembre de 1938) fou un pianista virtuós i professor polonès-estatunidenc. Fou un dels més destacats intèrprets del seu temps, conegut per les seues teories sobre l'aplicació i relaxació del pes i l'economització del moviment dins de la tècnica pianística, principis més tard propagats pels seus deixebles com ara Heinrich Neuhaus.
Va ser nomenat entre grans figures com el “Buda del piano” i va ser probablement l'exemple més increïble d'intèrpret i creador autodidacte de la història de l'art. Ferruccio Busoni va exposar que ell i Godowski eren “els únics compositors que havien afegit quelcom de substancial a l'escriptura per a música de teclat des de Franz Liszt.”
Com a compositor, Godowski és sobretot conegut per la seva Java Suite, Triakontameron, Passacaglia i Walzermasken, juntament amb les seves transcripcions de treballs d'altres compositors: destacant en el seu camp els 53 Studies on Chopin’s Études (1894-1924).

## Biografia
Leopold Godowski va nàixer a Zasliai (aleshores l'Imperi Rus, ara Lituània) i va tindre pares d'ascendència jueva, Mordkhel Godowski (1848-1872), de Merkine i Khana-Shena Godowski de Gelvonai. Els seus pares es van casar el 4 del desembre de 1868 a Sirvintos. El pare de Godowski va morir d'epidèmia de còlera només divuit mesos rere el naixement del seu fill i Leopold va ser educat per sa mare a Vílnius.

El seu talent es va manifestar molt d'hora, i quan tenia cinc anys Godowsky ja estava component i va esdevenir apte en piano i violí. Va fer el seu primer concert quan només tenia nou anys i va realitzar una gira per Lituània i Prússia de l'Est poc després. Encara que va rebre algunes lliçons en la seua infantesa, Godowski fou quasi completament autodidacta. Godowski va escriure en el seu fragment autobiogràfic, Retrospect:
Estaria molt content si pogués declarar que vaig ser pupil de Liszt o qualsevol gran home, però no ho vaig ser. No he rebut classe durant més de tres mesos seguits en tota la meva vida. M’han dit que ja tocava el piano abans que tingués dos anys. Tanmateix, trobo que a la meva imaginativa família simplement se li va acudir aquesta història. No recordo que ningú m’ensenyés el valor i significat de les notes i l'ús dels dits sobre el teclat, o si vaig adquirir aquells coneixements de manera autodidacta, però si recordo que no vaig rebre ajut del meu cinquè any de vida endavant.
Després d'estudiar breument amb Ernst Rudorff a la Königliche Hochschule für Musik a Berlín va marxar als Estats Units, on feu la seva primera aparició a Boston l'any 1884. En el 1885-86 Godowski continuà la seva carrera a Amèrica, primer tocant al New York Casino i, després, el 1886, embarcant-se en una llarga gira pel nord-est dels Estats Units i el Canadà amb el violinista Ovide Musin. En l'any 1887, retornà a Europa i feu nombrosos recitals a París i Londres, esdevenint amb el temps un protegit del seu amic íntim Camille Saint-Saëns.
L'any 1890 va retornar als Estats Units i va començar una carrera pedagògica unint-se a la direcció del New York College of Music. El 30 d'abril de 1891 Godowsky es va casar amb Frieda Saxe, una amiga de la infància. En 1891-93 va ostentar una posició de professor al Gilbert Raynolds Combs's Broad Street Conservatory a Filadèlfia, i es va establir a Chicago, on va ensenyar al Chicago Conservatory. A finals dels anys 1890 era extremament famós a l'Amèrica del Nord.
Juntament amb Teresa Carreño, Godowsky fou el primer pianista a ensenyar el principi de l'alliberament de pes diferenciat de l'impuls purament muscular. També durant la mateixa dècada, els primers estudis sobre els seus Studies on Chopin’s Études van ser compostos i publicats, els quals més tard van formar part d'una col·lecció més llarga, un dels treballs més coneguts de Godowsky. En 1897-98 Godowsky va consolidar-se com un dels més destacats intèrprets en l'escena internacional amb una sèrie de concerts comprenent obres del repertori de tot el segle xix.
Particularment, va ser un molt reeixit concert al Beethoven Hall a Berlín, el 6 de desembre del 1900, el qual va incrementar la reputació de Godowsky considerablement. Es va mudar a Berlín de nou, dividint el seu temps entre la interpretació i l'ensenyament i donant gires de concert cada any. El 1909 va rellevar Ferruccio Busoni a la Universität für Musik und darstellende Kunst Wien, on va romandre fins al 1914. Entre 1912 i 1914 Godowsky va fer diversos concerts als Estats Units i també va fer allà el seu primer enregistrament per a gramòfon allà.
En el 1914 l'esclat de la Primera Guerra Mundial el va conduir fora d'Europa i va tornar als Estats Units, instal·lant-se ara a Nova York (1914-1916), Los Angeles (1916-1919) i Seattle (1919-1922), abans de tornar a Nova York. Gran part dels anys vint els van passar de gira arreu el món; a banda d'aparicions de concerts a Europa i als Estats Units, Godowsky també va prendre part en concerts a l'Amèrica del Sud i a Àsia.
També durant els anys 1920 va enregistrar molts rotllos per a les pianoles de Duo-Art, l'única tecnologia de pianos mecànics que existia per a pianos de concert Steinway. Godowsky també va enregistrar molts rotllos per a l'American Piano Company.
Tanmateix, mentre que la carrera professional de Godowsky prosperava, la seva vida personal començava a ensorrar-se. Sa muller va caure seriosament malalta en el 1924 i des d'aleshores la seva salut es va deteriorar. El 1928, son fill Goron va abandonar els estudis i es va casar amb una ballarina de vodevil, la qual cosa son pare va considerar motiu per a renegar-ne.
Després del crac de Wall Street de 1929 la situació financera de Godowsky empitjorà. Una sèrie de gravacions que el pianista començà a Londres el 1928, així com concerts públics, haurien servit per esmenar el problema; així i tot, ambdues activitats foren interrompudes per un desastre insospitat: durant una sessió d'enregistrament el 17 de juny de 1930, justament després de completar l'Scherzo de Chopin, el pianista va sofrir un infart sever que el va deixar parcialment paralitzat. Els anys restants de Godowsky van quedar tacats per aquest desafortunat esdeveniment, deixant-lo profundament deprimit.
En desembre del 1932 Gordon Godowsky es va suïcidar, i un any després d'allò sa muller mor d'un atac de cor. El pianista es va moure poc després a un altre apartament a Nova York amb sa filla Dagmar; on va continuar tocant el piano per amics i admiradors, però mai més per al gran públic.
En els seus últims anys, Godowsky s'esforçà molt per materialitzar dos projectes en què tenia especial il·lusió: un Sínode mundial de música i músics i un Consell internacional de música i músics, però cap dels projectes es va dur a terme. Després de passar part del 1937 i 1938 patint diversos problemes de salut, Godowsky morí de càncer d'estómac el 21 de novembre del 1938, a seixanta-vuit anys. Va ser sebollit al Temple i cementeri israelià al comtat de Wetschester, Nova York, a prop de sa muller i dos dels seus fills.
Va ser sobreviscut pel seu fill Leopold Godowsky Jr., l'inventor (juntament amb Leopold Mannes) de la pel·lícula de foto transparent Kodachrome, així com violinista. Lepolod Jr. es va casar amb la filla més jove de George Gershwin, Frances, continuant així el llinatge musical.
Sa filla, l'actriu Dagmar Godowsky (1896-1975), també li va sobreviure. Durant els 1920 aparegué en diverses pel·lícules mudes de Hollywood, incloent-hi algunes amb Rudolph Valentino. Va ser popular socialment i va escriure una humorosa autobiografia First Person Plural.

## Recepció i influència
Godowsky va ser un dels més destacats pianistes del seu temps, elogiat per oients, altres intèrprets i crítics per igual. Arthur Rubinstein va destacar que li caldrien “cinc-cents anys per a adquirir un mecanisme com el seu [de Godowsky]”, mentre que Ferruccio Busoni li considerava, juntament amb ell mateix, l'únic compositor que havia afegit quelcom de significatiu a l'escriptura per a teclat des de Liszt.
La increïble dificultat de les seves transcripcions i la seva impecable tècnica propiciaren que alguns crítics el descriguessin com un “pianista per a pianistes”, com ara James Huneker. Entre els admiradors de Godowsky ens trobem pianistes tan distingits com ara Vladimir de Pachmann i Serguei Rakhmàninov, els quals, segons Dagmar Godowsky, idolatraven la música de son pare i les seves interpretacions.
Fins i tot aquells a qui desagradaven les interpretacions de Godowsky reconegueren les seves tremendes habilitats tècniques: Claudio Arrau, per exemple, va referir-se a ell com a “un dels majors tècnics”, tot i considerar la seva manera de tocar “avorrida” i tot i queixar-se que Godowsky “no tocava mai per sobre del mezzoforte”.

El vast repertori de Godowsky comprèn més de dues dècades de música, des de la música contemporània a la de Rameau i Lully, les obres dels quals ell va transcriure. Encara que va fer concerts regularment fins al 1930, Godowsky es veia sovint abordat per la por escènica, i sentia particular desafecció per l'enregistrament d'estudi, com molts altres intèrprets de la seva època. En una ocasió va descriure el procés de la següent manera:
La por de fer una nota errònia augmenta mentre s'interpreta; com millor s'ha interpretat fins al moment, més por es té mentre s'executa. És una experiència horrible, proporcionalment a la sensibilitat que té l'artista. Com pot pensar un en emocions!
Consegüentment, era sabut que Godowsky, on millor rendiment sabia traure de l'instrument, no era ni a l'estudi ni en públic, sinó a casa. Encara queden les paraules que Josef Hofmann va dir a Abram Chasins en partir de ca Godowsky una nit: “Mai no oblidis el que has escoltat aquesta nit, mai no perdis memòria d'aquest moment. No hi ha res igual al món. És una tragèdia que el món no hagi escoltat mai Popsy com només ell pot tocar.”

## Alumnes
Entre els pupils de Godowsky s'inclouen:
- Felix Petyrek,
- David Saperton,
- Paul Wells,
- Apolinary Szeluto,
- Jan Smeterlin,
- Issay Dobrowen,
- Tina Lerner,
- Elinor Remick Warren,
- Annie Charles Dillon,
- Alice Frisca,
- Fannie Charles Dillon
- Abbey Simon, i pot ser el més important, Heinrich Neuhaus, qui va ensenyar l'Sviatoslav Richter, l'Emil Guílels, l'Elisso Virsaladze i el Radu Lupu, entre d'altres.